# Ель-Далі
Ель-Далі (англ. al-Dali, араб. الدلي) — поселення в Сирії, що складає невеличку друзьку общину в нохії Еш-Шейх-Маскін, яка входить до складу мінтаки Ізра в південній сирійській мухафазі Дар'а.